# NGC 200

NGC 200

في الفهرس العام الجديد NGC 200 هي مجرة حلزونية ضلعية تقع في كوكبة الحوت. اكتشفت في 25 ديسمبر 1790 من قبل ويليام هيرشيل.

## وصلات خارجية
- NGC 200 على موقع ويكي سكاي: DSS2, SDSS, GALEX, IRAS, Hydrogen α, X-Ray, Astrophoto, Sky Map, Articles and images